# Židovský hřbitov v Jičíně
Židovský hřbitov se nachází v Sedličkách části města Jičín v okrese Jičín. Vlastníkem je Židovská obec v Praze. V roce 1993 byl židovský hřbitov Ministerstvem kultury České republiky prohlášen kulturní památkou České republiky.

## Historie
První židé se v Jičíně začali usazovat ve 14. století. V roce 1651 majitel panství Rudolf z Tienfenbachu vydal židům ochranný list, který jim dovoloval usídlit se v Jičíně, provozovat obchod a koupit si pozemek na hřbitov. Z pozemku museli odvádět roční úrok. V roce 1888 byl hřbitov rozšířen o sousední pozemek, byl postaven pohřební domek (tahara) a v rohu hřbitova byla vyhloubena studna. Hřbitov byl provozován do začátku druhé světové války. V lednu 1943 byli židé z Jičína deportováni do Terezína a následně většina do koncentračního a vyhlazovacího tábora Osvětimi-Březinka. Po skončení války nebyla v Jičíně obnovena židovská obec.
Poslední pohřeb se konal v roce 1949. Pohřbena byla Dr. Ida Šindelková Yong. Na hřbitově se nachází asi 360 barokních a klasicistních náhrobků s nápisy v hebrejském, německém a českém jazyce a pamětní deska obětí nacizmu. Nejstarší náhrobek je z roku 1734. Vlastníkem je Židovská obec v Praze, správce hřbitova je Matana a.s. a o.p.s Baševi pečuje o hřbitov.

## Popis
Hřbitov nepravidelného tvaru je obehnán kamennou zdí vysokou 2,5 m. Zeď je vyztužena opěrnými pilíři a krytá pískovcovými deskami. Pohřební domek je umístěn západní zdi. Jeho půdorys je obdélníkový a má sedlovou střechu. Ve štítových průčelích jsou vchody s půlkruhovým záklenkem, v okapových průčelích je prolomeno okno s půlkruhovým zaklenutím. Další objekt (sklad) s pultovou střechou a dveřmi zdobenými Davidovou hvězdou je umístěn ve zlomu východní zdi. Kamenná studna, pro potřebu očisty, byla vyhloubena v jihovýchodním rohu hřbitova.
Nejstarší náhrobky jsou v severovýchodní části, mezi něž patří maceva z roku 1734, patřící Pinchasu Lipchwicovi, synu Lejba Lipchwice z Jičína, a jeho ženě Sáře, která zemřela o čtyři roky později. Náhrobek je ve tvaru Desatera. V 19. století se zaplnila severozápadní část, kde jsou náhrobky s nápisy nejen hebrejskými. Po rozšíření hřbitova se začalo pohřbívat v jižní části, kde se objevují náhrobky i s českými nápisy. Zajímavou části je skupina náhrobků pro uprchlíky z Haliče a Bukoviny, kteří uprchli před první světovou válkou a občanskou válkou v Rusku. Náhrobky mají pouze nápisy v hebrejštině, ale s mnoha chybami. U vybraných hebrejských náhrobků je umístěn překlad do češtiny.